# Aetiocetus
L'etioceto (gen. Aetiocetus) è un cetaceo estinto, ritenuto un antenato delle balene. Visse nell'Oligocene superiore (circa 25 milioni di anni fa) nell'area del Pacifico settentrionale; i suoi resti fossili furono ritrovati per la prima volta in Oregon.

## Descrizione
L'aspetto di questo animale doveva essere intermedio tra quello dei cetacei primitivi (archeoceti) e quello delle balene attuali. Il cranio, in particolare, possedeva ancora numerose caratteristiche arcaiche, ed era lungo e piatto. La mascella era però simile a quella delle balene attuali, con un'articolazione mobile e possedeva già i tipici fanoni. Oltre a questi, però, erano presenti anche quarantaquattro denti robusti (ereditati dal probabile antenato Basilosaurus): molari cuspidati, canini ricurvi e incisivi.

## Classificazione
Descritto per la prima volta nel 1966 da Emlong, questo animale è stato dapprima considerato un membro degli archeoceti, i più antichi fra i cetacei, a causa delle caratteristiche primitive dei suoi denti. In ogni caso, una ridescrizione dei fossili operata da Van Valen nel 1968 portò alla conclusione che questo animale era un membro primitivo dei misticeti, ovvero un antenato delle balene. La specie tipo descritta da Emlong è Aetiocetus cotylalveus. Nel 1995 sono state descritte altre tre specie da un team di scienziati: A. polydentatus, A. tomitai e A. weltoni. Gli studi compiuti su quest'ultima specie hanno dimostrato che erano presenti alcuni fori sul palato che probabilmente ospitavano canali nutritivi, come nelle balene attuali.

## Stile di vita
È probabile che l'etioceto avesse già iniziato una conversione della dieta verso quella degli attuali misticeti, ma che si nutrisse ancora di prede come pesci di medie dimensioni oltre che di crostacei.